# Jan Verbruggen
Jan Verbruggen (Enkhuizen, 4 september 1712 - Londen, 27 oktober 1781) was een Nederlands kunstschilder en meestergieter.
Verbruggen is vooral bekend door zijn werk in de Royal Arsenal in Woolwich, waar hij een horizontale boormachine ontwikkelde, die productie van preciezere kanonnen mogelijk maakte door de gedraaide in plaats van tot dan toe gebruikelijke gegoten loop.

## Levensloop
Verbruggen, zoon van Pieter Verbruggen en Maria Brouwer, werd gedoopt op 4 maart 1712 in Enkhuizen. Als kind werd zijn talent voor tekenen en schilderen herkend, en werd hij leerling bij Jan van Call (1689-1756) in Voorburg.

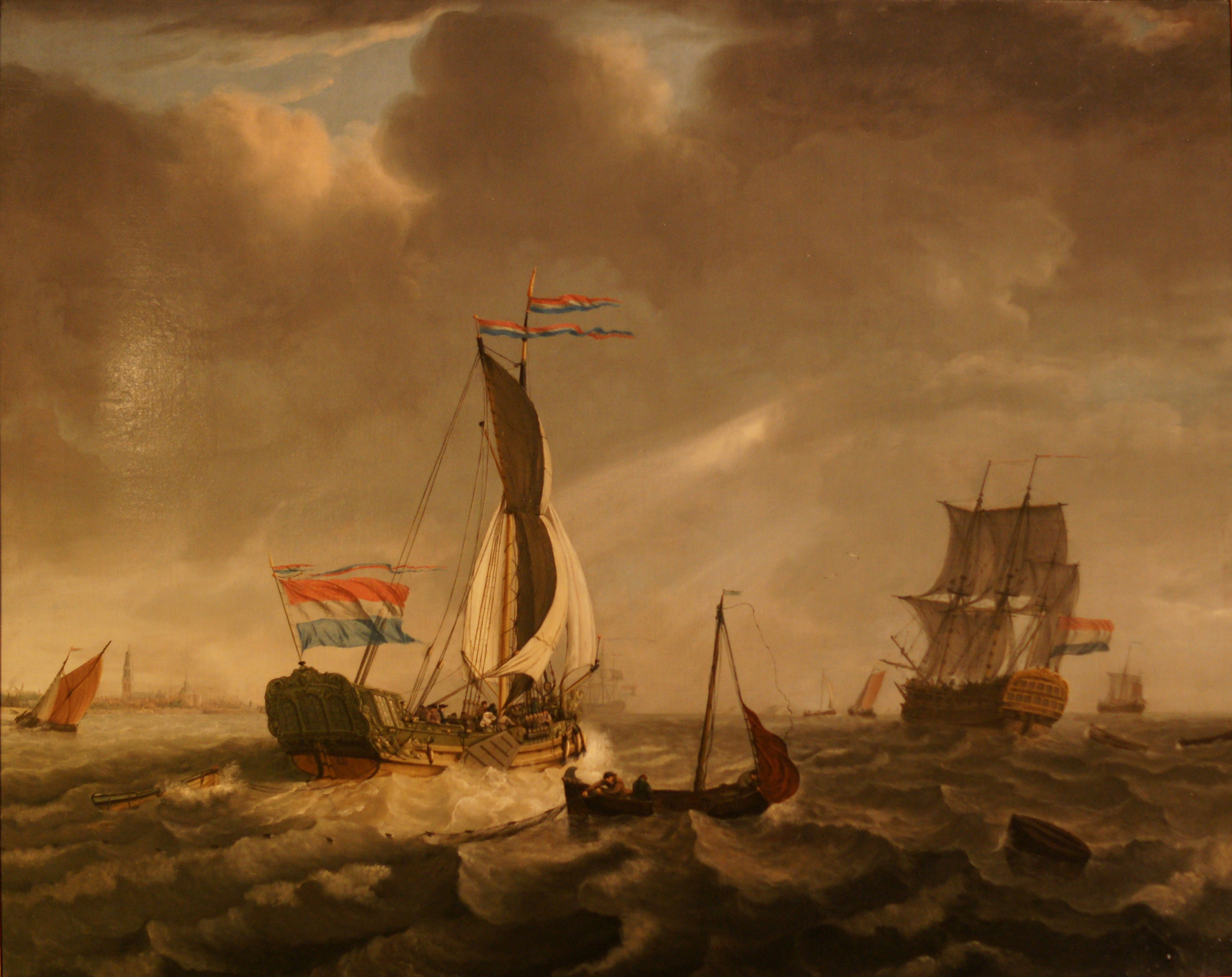
VOC jacht, Verbruggen, 1766

Verbruggen trouwde op 12 december 1734 in Enkhuizen met Eva van Schaack, dochter van Willem van Schaack en van Catharina Brouwer.
Hoewel hij zijn hele leven bleef tekenen en schilderen, moet hij op een zeker moment de overstap hebben gemaakt naar het bronsgieten. In 1746 werd hij benoemd tot meestergieter in de stadsgieterij in Enkhuizen; hij was in die stad ook schepen en weeshuisvoogd. In februari 1755 werd Verbruggen benoemd tot meestergieter bij de Nationale Zware Geschutgieterij in Den Haag. In die functie ontwierp hij een nieuwe horizontale draaibank voor de productie van kanonnen, die in 1758 geïnstalleerd werd. Voor zover bekend was dit de eerste niet met de hand aangedreven industriële metaal-draaibank ter wereld.
Na een dispuut met zijn concurrerende geschutgieters Von Creuznach en Musly vertrok Verbruggen in 1770 met zijn zoon Pieter naar Engeland, waar zij tezamen werden aangesteld als meestergieters in het koninklijk arsenaal (Royal Arsenal) in Woolwich, destijds in het graafschap Kent, tegenwoordig in Groot-Londen. In Engeland aangekomen, uitten de Verbruggens hun ongenoegen over de bekrompen en in slechte staat verkerende huisvesting van hun voorganger, de Zwitser Andreas Schalch (zie: Andrew Schalch op Engelstalige Wikipedia), waarna de regering toestemming gaf voor de bouw van een nieuwe meestergieterswoning.

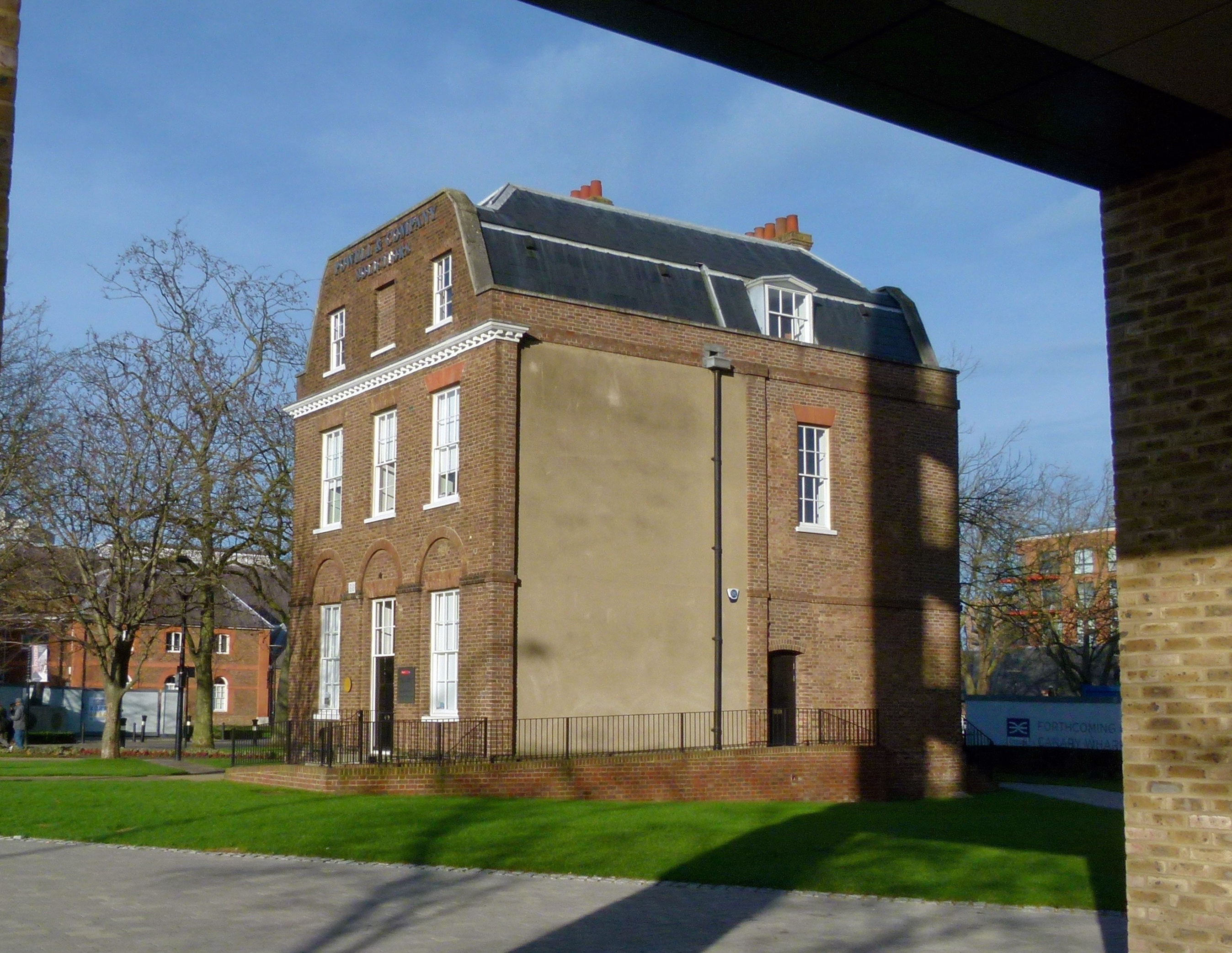
Het door de Britse regering gebouwde woonhuis voor de Verbruggens in Woolwich. Links op de achtergrond de Royal Brass Foundry

Hij overleed in 1781 en zijn zoon Pieter, die hem opvolgde als meestergieter, in 1786, beide te Woolwich. Het gebouw van de koninklijke gieterij (Royal Brass Foundry, 1716-17) en het voor de Verbruggens gebouwde woonhuis (Verbruggen's House, 1772-73) zijn tot op de dag van vandaag te bezichtigen op het terrein van het Royal Arsenal in Woolwich.

## Werk

### Royal Arsenal, Woolwich
In de Royal Arsenal in Woolwich installeerden de Verbruggens hun innovatieve horizontale boormachine, die productie van preciezere kanonnen mogelijk maakte door de gedraaide in plaats van tot dan toe gebruikelijke gegoten loop. Bij deze nieuwe horizontale boormachine draaide het werkstuk en niet de boor waardoor de bewerking beter gecentreerd werd dan bij een stilstaand werkstuk en een draaiende boor.
Henry Maudslay, de latere uitvinder van verdere verbeteringen van de draaibank (automatisch draaien van schroefdraad), heeft in Woolwich gewerkt in de gieterij van de Verbruggens en daar waarschijnlijk het idee voor zijn verbeteringen van de draaibank opgedaan, gebaseerd op de horizontale boormachine van Verbruggen. De ontwikkeling van deze draaibank wordt algemeen gezien als een cruciaal moment in de industriële revolutie die zich daarna in Engeland voltrok.
Verbruggen heeft in 1778 het hele gietproces en de innovatieve horizontale boormachine vastgelegd in 50, met behulp van de camera obscura gemaakte, tekeningen:

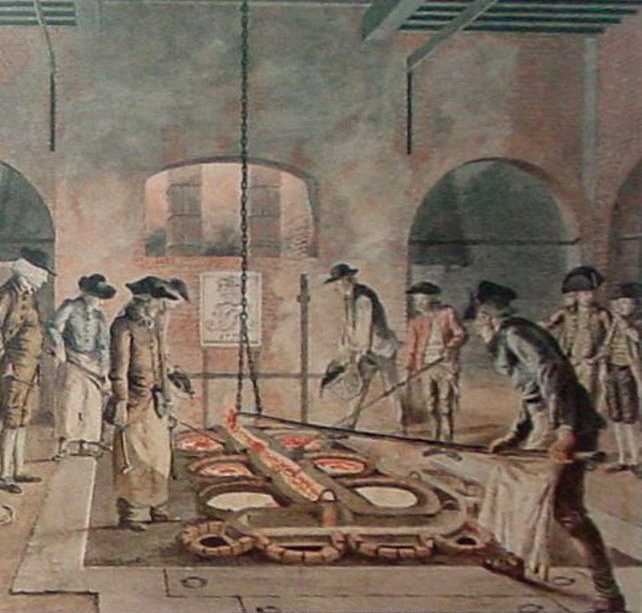
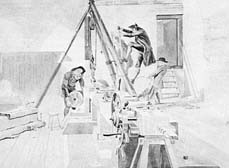
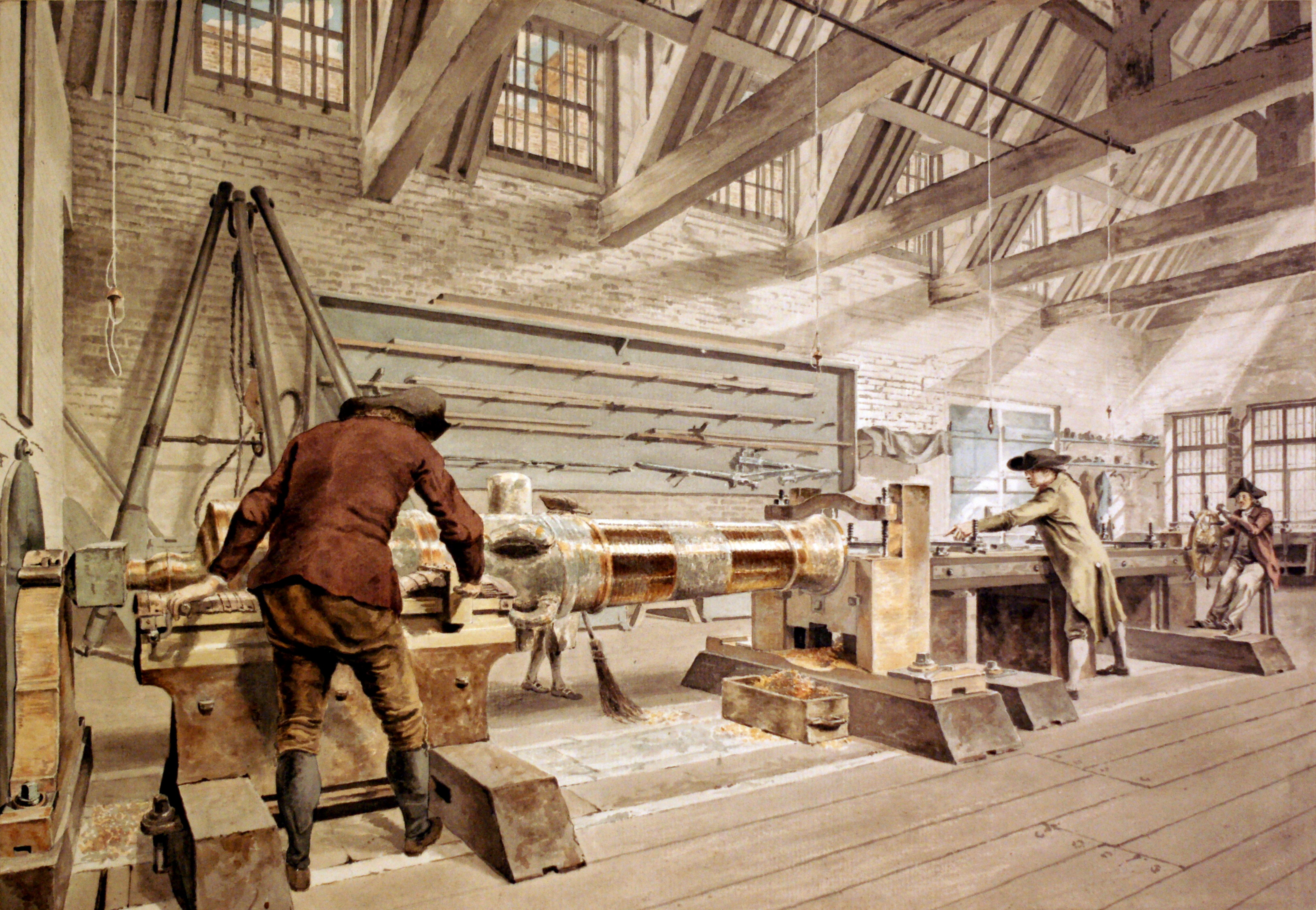
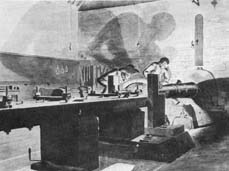
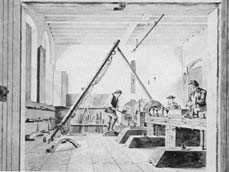

- Biografisch Portaal: 66009525
- Digitale Bibliotheek voor de Nederlandse Letteren: verb092
- International Standard Name Identifier: 0000 0000 6913 1341
- Nederlandse Thesaurus van Auteursnamen: 071395962
- RKD-Nederlands Instituut voor Kunstgeschiedenis: 80103
- Union List of Artist Names: 500009537
- Virtual International Authority File: 95739221